# Optare CityPacer
Optare CityPacer — автобус малого класса, выпускавшийся с 1985 по 1992 год компанией Optare.

## Описание
Автобус Optare CityPacer был запущен в производство в ноябре 1985 года. Первое время автобус выпускался на шасси Volkswagen LT55. Всего было выпущено 294 экземпляра, 52 из них поступило в Лондон.
Выдающейся особенностью автобуса являлось большое лобовое стекло. Изначально автобусы поступали только в Британию, а позднее автобусы стали поступать также в Нидерланды.
В 1992 году Optare CityPacer был заменён моделью Optare MetroRider.